# Dolocicea, Izeaslav
Dolocicea (în ucraineană Долоччя) este un sat în comuna Kuniv din raionul Izeaslav, regiunea Hmelnîțkîi, Ucraina.

## Demografie
Componența lingvistică a localității Dolocicea
     Ucraineană (98,65%)
     Rusă (1,35%)
Conform recensământului din 2001, majoritatea populației localității Dolocicea era vorbitoare de ucraineană (98,65%), existând în minoritate și vorbitori de rusă (1,35%).